# Гергард Кеглер
Гергард Кеглер (нім. Gerhard Kegler; 26 січня 1898, Грюневальд — 16 липня 1986, Гіссен) — німецький воєначальник, генерал-майор вермахту. Кавалер Німецького хреста в золоті.

## Біографія
1 березня 1917 року вступив в Імперську армію. Учасник Першої світової війни. Після демобілізації армії залишений в рейхсвері. З 10 листопада 1938 року — інструктор військового училища в Мюнхені. З 1 жовтня 1939 року — командир 2-го батальйону 282-го піхотного полку, з 1 січня 1940 року — навчального піхотного батальйону 1-ї армії, з 10 жовтня 1940 року — 27-ї, з 12 березня 1942 року — 786-го, з 1 серпня 1943 року — 222-го піхотного полку, в жовтні 1944 року — 48-ї піхотної дивізії, після чого був відправлений в резерв. З 20 січня 1945 року — командир піхотної дивізії «Вольденберг».
З 30 січня 1945 року — бойовий комендант Ландсберга. Генріх Гіммлер наказав Кеглеру тримати оборону, проте той розпочав евакуацію міста, оскільки підлеглі йому частини були деморалізовані і не мали достатньо техніки. 5 лютого Кеглер був заарештований і 11 лютого постав перед Імперським військовим судом. Наступного дня він був засуджений до страти. 16 лютого Гіммлер затвердив вирок, проте вирішив відстрочити його виконання до кінця війни і наказав направити Кеглера простим солдатом в піхотну дивізію «Деберіц», щоб той міг загинути солдатською смертю або заслужити помилування своєю хоробрістю. 12 квітня Кеглер був важко поранений і до 1946 року перебував у шпиталі. В серпні 1955 року федеральний президент Теодор Гойс скасував вирок Імперського військового суду.

## Звання
- Фенріх (1 березня 1917)
- Лейтенант (11 листопада 1917)
- Оберлейтенант (1 квітня 1925)
- Гауптман (1 червня 1933)
- Майор (1 березня 1937)
- Оберстлейтенант (1 серпня 1940)
- Оберст (1 лютого 1942)
- Генерал-майор (1 грудня 1944)

## Нагороди
- Залізний хрест 2-го і 1-го класу
- Почесний хрест ветерана війни з мечами
- Медаль «За вислугу років у Вермахті» 4-го, 3-го і 2-го класу (18 років)
- Застібка до Залізного хреста
  - 2-го класу (1 липня 1940)
  - 1-го класу (22 липня 1940)
- Німецький хрест в золоті (1 грудня 1941)
- Медаль «За зимову кампанію на Сході 1941/42» (21 липня 1942)
- Почесна застібка на орденську стрічку для Сухопутних військ (15 травня 1944)